# Diana Munz
Diana Marie Munz, född 19 juni 1982 i Cleveland i Ohio, är en amerikansk före detta simmare.
Munz blev olympisk guldmedaljör på 4 x 200 meter frisim vid sommarspelen 2000 i Sydney.